# الصحوة السعودية
الصحوة السعودية أو صحوة بلاد الحرمين حركة فكرية اجتماعية إسلامية نشأت بدعم من مجموعة دعاة إبان حراكهم الدعوي «لإيقاظ الناس من غفوتهم» على حد وصفهم، وقد جائت فكرة إيقاظ المجتمعات وتقريبهم من الحياة الإسلامية ومصطلح الصحوة من أفكار حسن البنا وسيد قطب وأبو الأعلي المودودي، والتي تؤدي في النهاية لإقامة دولة الإسلام فيقول سيد قطب: «لن ينام هذا العالم الإسلامي بعد صحوته، ولن يموت هذا العالم الإسلامي بعد بعثه، ولو كان مقدّراً له الموت لمات. ولن تموت العقيدة الحية التي قادته في كفاحه، لأنها من روح الله، والله حيٌّ لا يموت.»
بدأ مصطلح الصحوة في الظهور في حقبة الثمانينات الميلادية على يد عدد من الأشخاص في ذلك الوقت من أمثال سلمان العودة في بريدة وعوض القرني وعائض القرني في أبها وسفر الحوالي في جدة وناصر العمر وسعد البريك في الرياض. لقيت الصحوة ما وُصف بأنه دعم كبير من الدولة السعودية فور قيامها وخلال فترة الغزو السوفيتي لأفغانستان وتأثرت توجهات الدولة عمومًا بتلك الحركة بشدة خلال عهد الملك فهد بن عبد العزيز آل سعود، وبالتحديد وعلى نطاق واسع في وزارتي العمل والتعليم. إلا أنها سرعان ما اصطدمت مع الحكومة السعودية في منتصف التسعينيات عند بدء رموز الحركة بمطالبة الحكومة بتغييرات اجتماعية وسياسية من أهمها وقف التعاون العسكري مع الولايات المتحدة إبان حرب الخليج الثانية.
في بداية القرن الحادي والعشرين، دخلت الحركة الليبرالية التحريرية في السعودية في عدة صدامات مع الحركة الصحوية، وشغل وأثر ذلك الصدام على الرأي العام السعودي بشدة خلال فترات مختلفة سواءً في قضايا اجتماعية أو في قضايا المشاركة في النزاعات الإقليمية تحت غطاء الجهاد الإسلامي. ونادى التيار الليبرالي بالانفتاح وتقليل سلطة رجال الدين ونفوذهم الاجتماعي في المملكة.
مع تولي الملك سلمان حكم المملكة وبزوغ ولي عهده محمد بن سلمان على الساحة السياسية، شهدت المملكة عدة تغيرات انفتاحية فيما تم تفسيرها برغبة السعودية قطع علاقتها مع أتباع هذه الحركة.
 وتحدث ولي عهد السعودية محمد بن سلمان عن ما أسماه الحالة غير العادية وغير الطبيعية التي دخلت على المجتمع السعودي في إشارة إلى الصحوة وما وصفه بالإسلام غير المعتدل وبأنها مجرد رد فعل للثورة الإسلامية في إيران، وتعهد «بتحرير المجتمع السعودي» من تلك الحقبة وإعادة السعودية لما كانت عليه قبل 30 عاماً.
يرى محللون ارتباط حركة الصحوة وتأثرها بالنشاط السياسي والحركي لجماعة الإخوان المسلمين وبالمفاهيم الدينية للسلفية.

## التاريخ

### السعودية ما قبل الصحوة

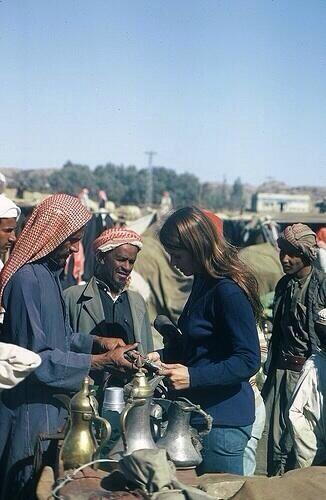
امرأة اجنبية في السعودية ما قبل الصحوة

كانت الحياة في السعودية طبيعية، وتمر بفترة ازدهار اقتصادي وصناعي خلال السبعينات الميلادية، كانت هناك صالات للسينما، والمحلات لا تغلق في أثناء وقت الصلاة، واختلاط الرجال والنساء في الأماكن العامة أمرًا معتادًا، كما كانت تقام الحفلات الغنائية أيضا قبل أن يتغير كل شيء مع قدوم الصحوة في المؤسسات الحكومية في المملكة.

### النشأة
وصل أعضاء الإخوان المسلمين إلى السعودية في الخمسينات والستينات من القرن الماضي بحثًا عن الهجرة من اضطهاد النظام الاشتراكي المصري. تم منح العديد منهم مناصب بارزة في الجامعات والوزارات الحكومية وأنشأوا علاقاتٍ وثيقة مع الحكام السعوديين. وبحلول السبعينيات، ضمت الصحوة العديد من الجماعات الدينية غير الرسمية، كان أكثرها شعبية السرورية، التي سُميت على اسم الشيخ السوري محمد سرور زين العابدين- وجماعة الإخوان المسلمين السعودية، التي لم تكن تابعة رسمياً قط للمنظمة الأم في مصر.
كان لديهم دائما خلافات مع المشايخ السعوديين. أثرت السلفية والإخوان على بعضهما البعض، وأنتجتا في النهاية حركة هجينة من المعارضة الدينية السياسية المعروفة باسم حركة الصحوة. بلغت ذروتها في التسعينيات قبل أن تتعرض للكبت من قبل الحكومة السعودية.

### النهاية
في عام 2017 ومع تولي الأمير محمد بن سلمان ولاية العهد، شهدت المملكة العربية السعودية قرارات غير مسبوقة إذ سمحت للمرأة بقيادة السيارة لأول مرة،  وإعادة فتح صالات السينما بعد 40 عاما من الحظر،  كما سمحت للنساء بدخول الملاعب للمرة الأولى،  لتأتي الإشادة من منظمات ودول على هذه القرارات التاريخية.
وفي عام 2019 أنهت السعودية قانون الولاية على المرأة، وإعطائها الحق باستخراج جواز سفر، والابتعاث والتعليم العالي لوحدها ما إن تبلغ سن 21 عامًا، وهو ما سمح للمرأة السعودية بدخول السلك الدبلوماسي وتولي مناصب عُليا في الدولة. لتعلن رسميا بداية عهد جديد، وبأن فترة الصحوة أصبحت من التاريخ.

## التأثير
للصحوة تأثير كبير على جميع الأصعدة في السعودية ولعل المجتمع السعودي هو المتأثر الأكبر من التيار الفكري، إذ شهدت البلاد انقسامات فكرية لكل ما يخص المجتمع من قضايا اجتماعية وثقافية وغيرها، تغير سلوك الكثير من السعوديين تجاه الأديان الأخرى، تم إرسال الكثير من الشباب السعوديين للقتال في البلدان التي تشهد صراعات كالحرب الأفغانية السوفيتية تحت غطاء الجهاد الإسلامي، ويعود كل هذه بسبب دخول الفكر الصحوي للمدارس والمساجد في المملكة، أيضا تأثرت المرأة في السعودية إذ تم حرمانها من مناصب وأعمال كثيرة داخل البلد قبل أن تتغير المعادلة مع ظهور ولي العهد الأمير محمد بن سلمان بن عبدالعزيز آل سعود.

## أعلام
- سلمان بن فهد العودة
- سفر الحوالي
- سعد البريك
- عائض القرني
- ناصر العمر
- سعد بن عتيق العتيق

## أحداث

### فتوى الاستعانة بغير المسلمين
في بداية التسعينيات الميلادية، كانت حرب الخليج الثانية حدثاً بالغ الأهمية، إذ أبرز المعارضة الصحوية الكامنة، في تطور جديد ومهم في مسيرة الصحوة السعودية، حيث إنه لم يكن متوقعا للمراقب، بزوغ المعارضة السياسية لقيادات الصحوة، من خلال معارضة الحل السياسي لأزمة الخليج الثانية، والذي تمثل بالاستعانة بقوات الدول غير المسلمة. إذ حرموا الصحوة الاستعانة بأي قوات غير مسلمة في القتال بحجة استدلالهم لحديث الرسول صلى الله عليه وسلم بقوله (أخرجوا اليهود والنصارى من جزيرة العرب) وفي مارس 2003، أصدر العودة فتوى يحظر فيها على أي فرد أو جماعة أو دولة المشاركة في الغزو الأمريكي للعراق.
أدى الاحتكاك بين الأمن السعودي والصحويين، إلى خلخلة صفوف الصحوة، وتمهيد الطريق إلى بداية تفتتها وتشظيها، فبعد الفراغ من حرب الخليج تفرغت الحكومة السعودية لتشغيبات الصحوة السياسية التي بدأت مع الحرب، وتحديدا مع مسألة الاستعانة بالقوات الأجنبية، حيث كان الحديث حول الممنوع السياسي واسعا، تجاوز الخطوط الحمراء بمسافات بعيدة، مما جعل الحكومة تعطي وبطريقة غير مباشرة، الفرصة للحوار، وفتح خط الرجعة لقيادات الصحوة، فظل التجاذب بين الحكومة ورموز الصحوة بين سنتين وثلاث سنوات، حتى جاء الوقت الذي وجدت الحكومة نفسها أمام خيار واحد، وهو إيقاف القيادات الصحوية ومجموعة من الأتباع.

### الصدام بين الصحويين والجاميين
.

## اقرأ أيضًا
- الصحوة الإسلامية
- سلفية وهابية